# Justo de Echeguren y Aldama
Justo Antonino Echeguren y Aldama (Amurrio, Álava, 10 de mayo de 1884 - Valdés, Asturias, 16 de agosto de 1937) fue un sacerdote español que llegó a ser obispo de Oviedo.

## Biografía
Echeguren nace en el pueblo alavés de Amurrio estudiando en el seminario y siendo ordenado sacerdote el 14 de julio de 1907.
El 28 de enero de 1935 es promovido para obispo de Oviedo siendo consagrado por el cardenal Tedeschini. Fue uno de los firmantes de la Carta colectiva de los obispos españoles a los obispos del mundo, en la que se exponía la situación de la Iglesia católica en la España republicana y se hacía manifestaba el apoyo a la sublevación del general Franco.
Falleció en un accidente automovilístico en Valdés el 16 de agosto de 1937.
| Predecesor: Juan Bautista Luis y Pérez | Obispo de Oviedo 1935-1937 | Sucesor: Manuel Arce y Ochotorena |